# Neoraimondia arequipensis
Neoraimondia arequipensis är en kaktusväxtart som först beskrevs av Franz Julius Ferdinand Meyen, och fick sitt nu gällande namn av Curt Backeberg. Neoraimondia arequipensis ingår i släktet Neoraimondia och familjen kaktusväxter. Inga underarter finns listade i Catalogue of Life.

## Bildgalleri

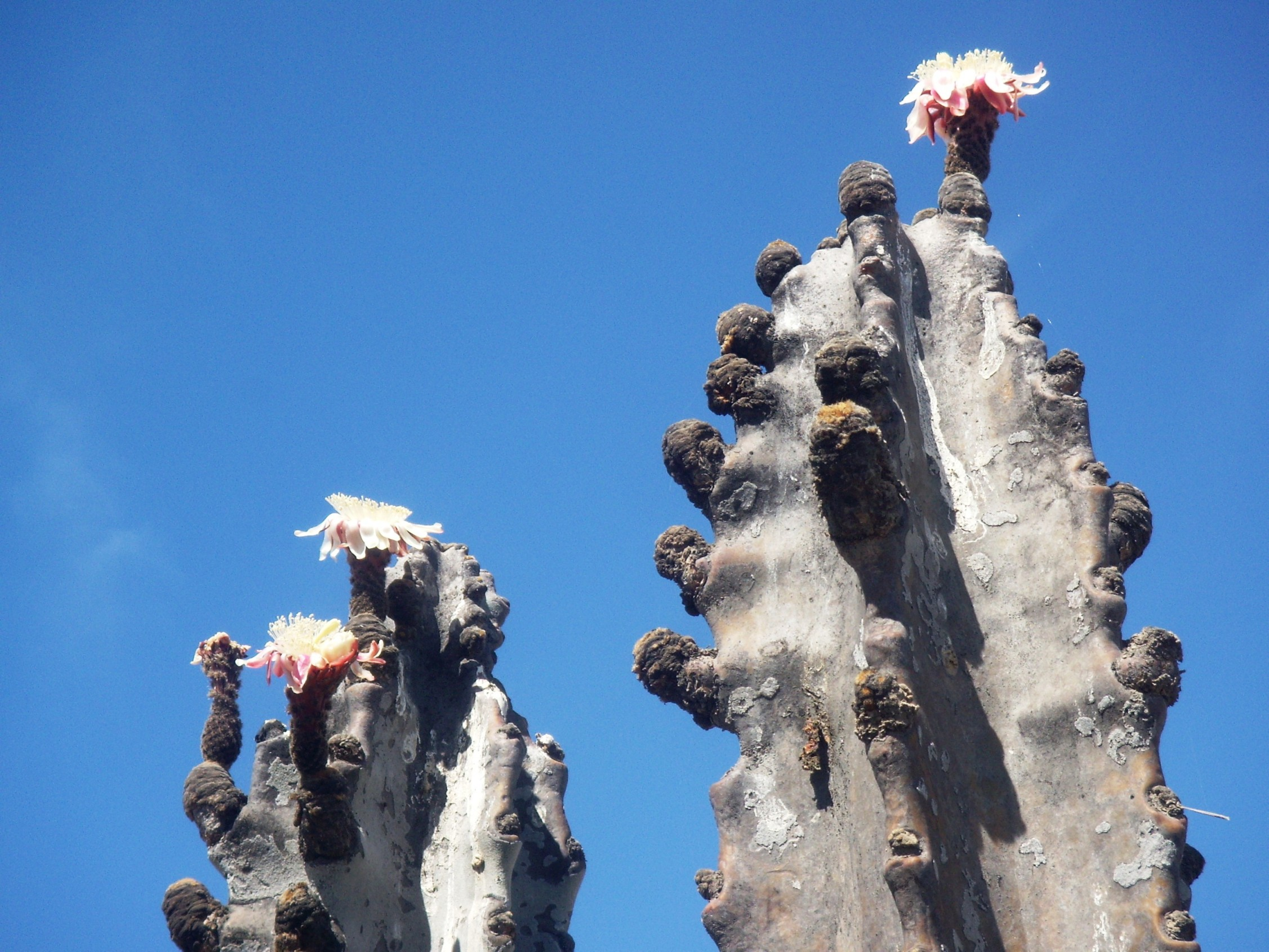